# Jinshui
Der Stadtbezirk Jinshui (chinesisch 金水区, Pinyin Jīnshuǐ Qū) ist ein Stadtbezirk im Verwaltungsgebiet der bezirksfreien Stadt Zhengzhou, Provinz Henan, Volksrepublik China. Er hat eine Fläche von 240,3 km² und zählt 1.764.700 Einwohner (Stand: Ende 2018).

## Administrative Gliederung
Auf Gemeindeebene setzt sich der Stadtbezirk aus fünfzehn Straßenvierteln und zwei Großgemeinden zusammen. 